# فرودگاه بین‌المللی اوشوآیا – مالویناس آرجنتیناس
فرودگاه بین‌المللی اوشوآیا – مالویناس آرجنتیناس (به انگلیسی: Ushuaia – Malvinas Argentinas International Airport) (به زبان بومی: Aeropuerto Internacional de Ushuaia) یک فرودگاه همگانی مسافربری با کد یاتا USH است که یک باند فرود بتن دارد و طول باند آن ۳۰۳۰ متر است. این فرودگاه در  کشور آرژانتین قرار دارد و در ارتفاع ۳۱ متری از سطح دریا واقع شده است.

## نگارخانه

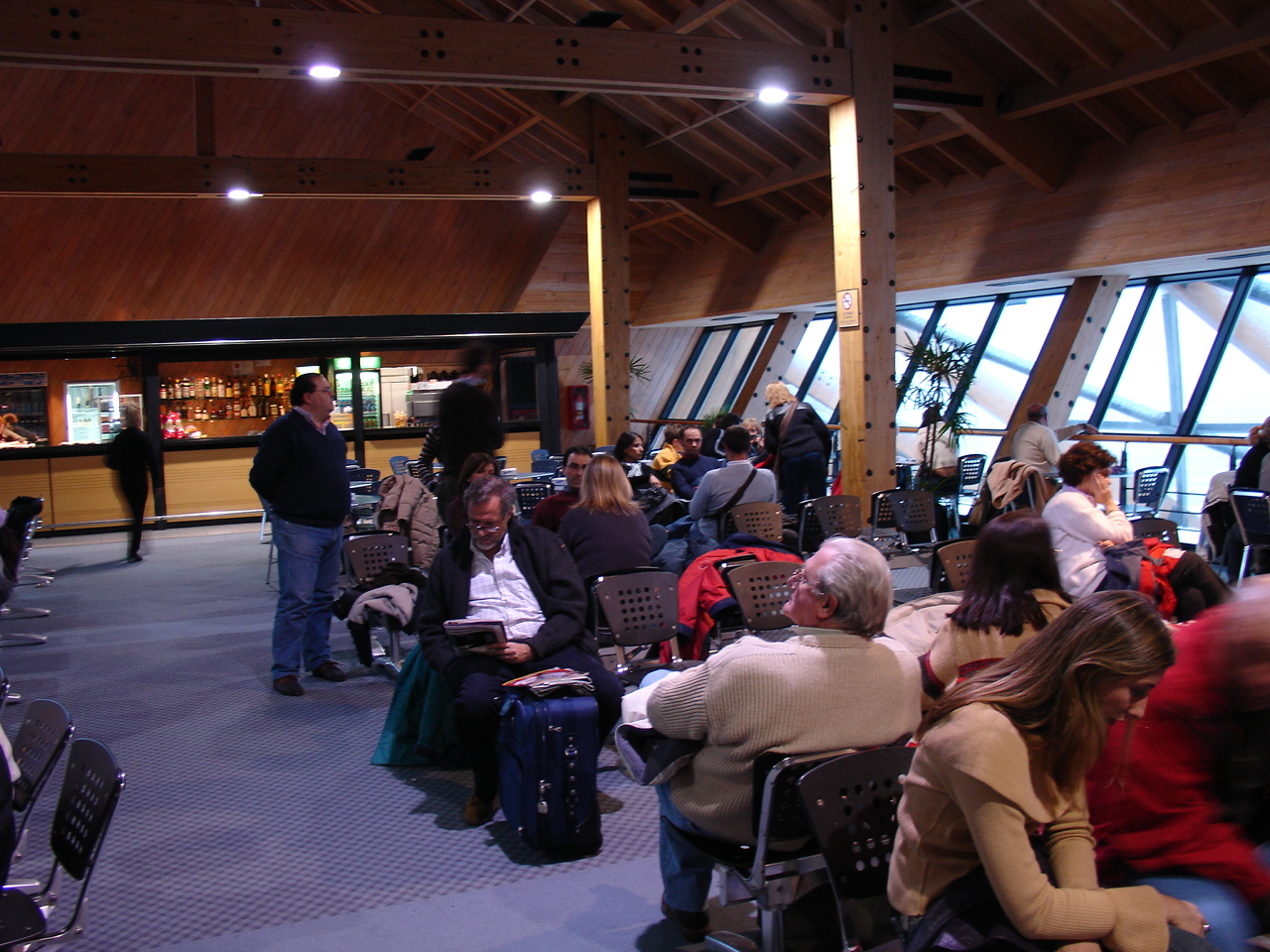
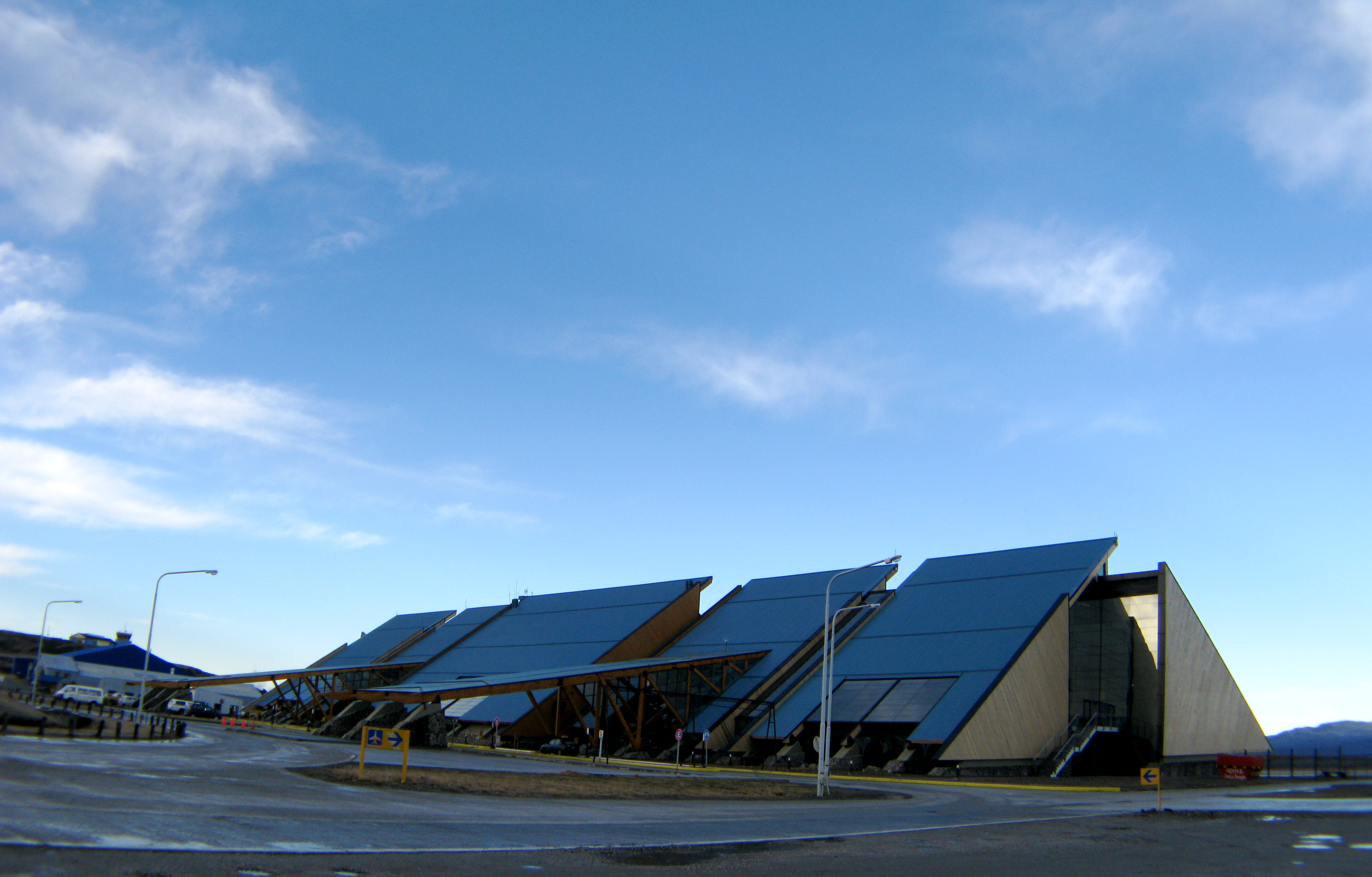
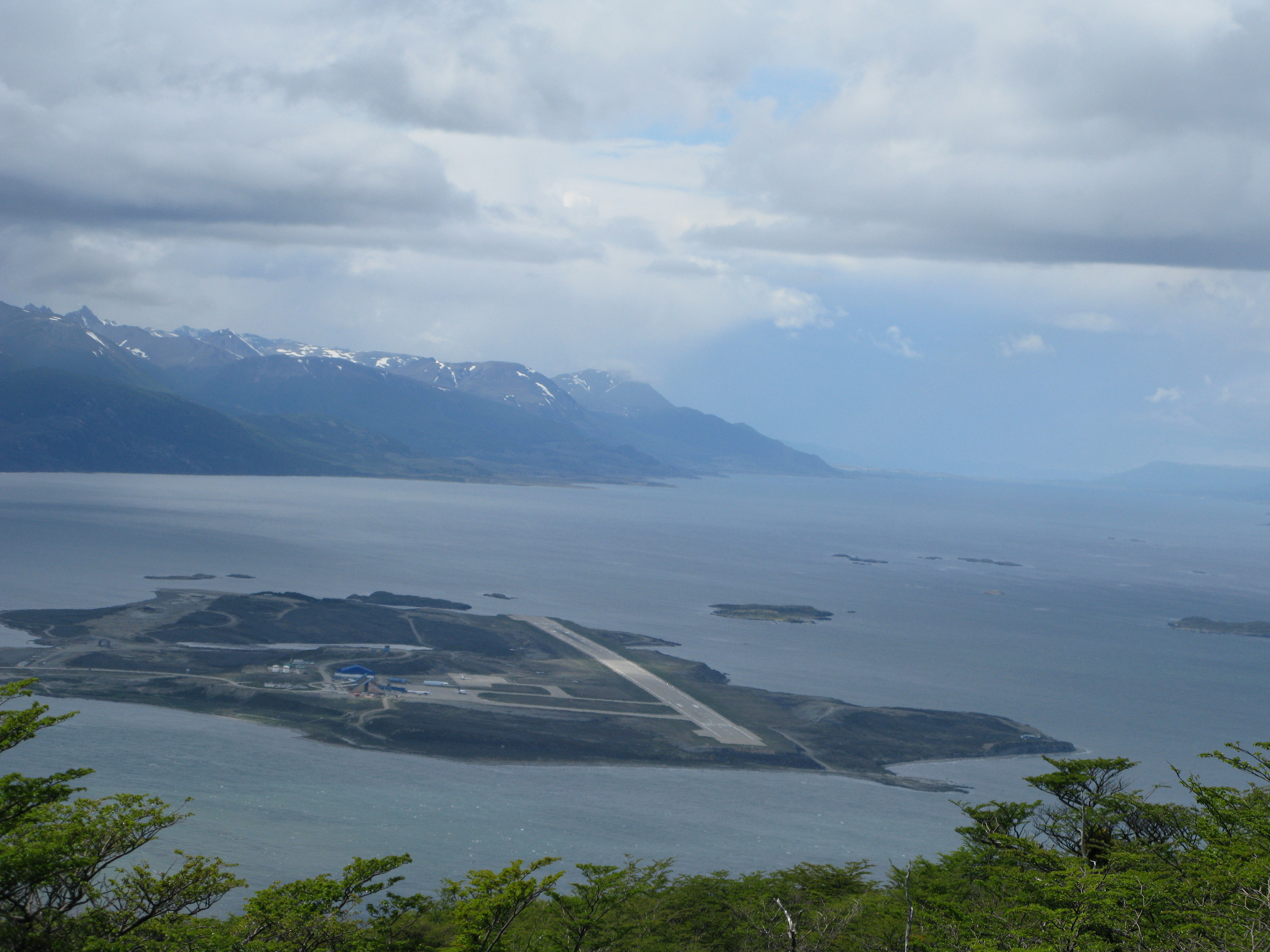
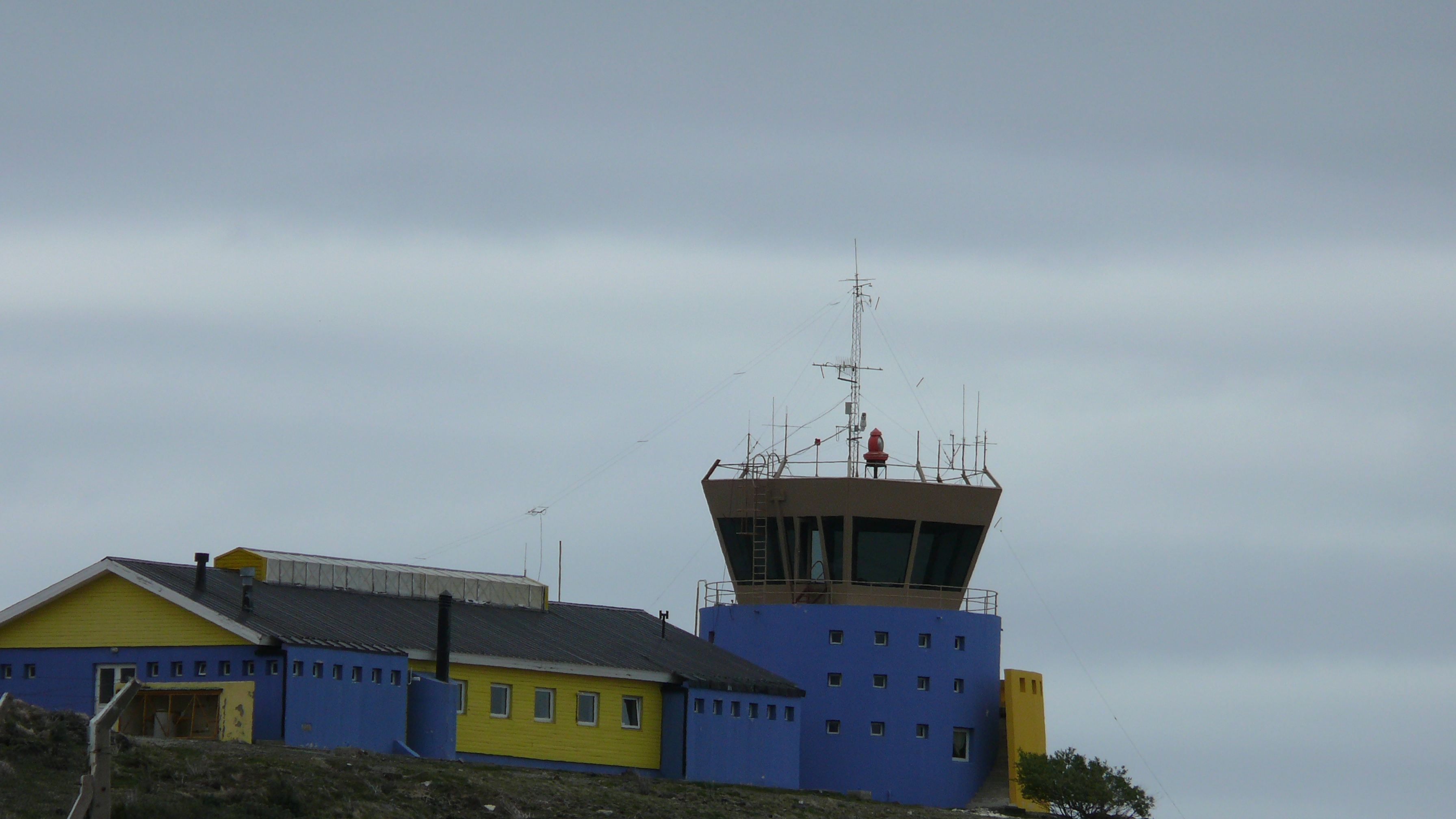

## شرکت‌های هواپیمایی و مقصدهای پروازی
| شرکت‌های هواپیمایی                                   | مقصدهای پروازی |
| --------------------------------------------------- | --- |
| ارولینیاس آرژانتیناس                                | محله هوایی یورگ نوبری، مینیسترو پیستارینی، اینگنیرو ارناوتیکو امبرسیو تاراولا، کامندنتی ارماندو توولا، مارتین میگول داگومس فصلی: تنینته لوییس کندلاریا، رسریو – ایسلس ملوینس المیرانت مارکوس برندزینو زار |
| ارولینیاس آرژانتیناس اجرا توسط اوسترال لینئاس آئراس | مینیسترو پیستارینی، کماندانته اسپورا، آستور پیاتزولا |
| آئروویاس داپ                                        | فصلی: پرزیدانت کارلوس ایبانیز دل کامپو (Resumes ۲۲ نوامبر ۲۰۱۷) |
| گول ایر ترنسپورت                                    | فصلی: سائو پائولو گوارولوس |
| ال‌ای‌دی‌ئی                                            | ژنرال انریکو ماسکونی، کامندنتی ارماندو توولا، پیلوتو سیویل نوربرتو فرناندز، هرمیز کویخادا |
| لان ایرلاینز                                        | فصلی: پرزیدانت کارلوس ایبانیز دل کامپو |
| لان آرژانتین                                        | محله هوایی یورگ نوبری، کامندنتی ارماندو توولا |
| تام ایرلاینز                                        | فصلی: سائو پائولو گوارولوس |
| لوفت‌هانزا                                           | چارتر فصلی: فرانکفورت |